# Сергинське сільське поселення (Балезінський район)
Се́ргинське сільське поселення — колишнє муніципальне утворення в складі Балезінського району Удмуртії, Росія. Адміністративний центр — село Сергино.
Розформоване 30 травня 2021 року законом Удмуртської Республіки за 17 травня 2021 року № 49-РЗ через переформування муніципального району на муніципальний округ.
Населення — 976 осіб (2015; 1031 в 2012, 1053 в 2010).
До складу поселення входять такі населені пункти:
| Населений пункт      | Населення, осіб (2010) | Населення, осіб (2012) |
| -------------------- | ---------------------- | ---------------------- |
| Архипята, присілок   | 36                     | 37                     |
| Афоніно, присілок    | 55                     | 54                     |
| Ваньки, присілок     | 50                     | 48                     |
| Васенки, присілок    | 17                     | 18                     |
| Василята, присілок   | 62                     | 63                     |
| Гаревська, присілок  | 99                     | 97                     |
| Гарченці, присілок   | 26                     | 26                     |
| Кіпрята, присілок    | 94                     | 90                     |
| Коровино, присілок   | 36                     | 33                     |
| Некрасовці, присілок | 19                     | 18                     |
| Петровці, присілок   | 2                      | 2                      |
| Сергино, село        | 444                    | 429                    |
| Шарпа, присілок      | 113                    | 116                    |

В поселенні діють середня (Сергино) та початкова (Шарпа) школи, 2 садочки (Кипрята, Сергино), бібліотека, 5 клубів, лікарня-амбулаторія та 2 фельдшерсько-акушерських пункти. Серед підприємств працюють ТОВ «Прикам'я», СПК «Дубрава», СПК «Сергинський».